# Старая Осота
Ста́рая Осота́ (укр. Стара Осота) — село в Александровской поселковой общине Кропивницкого района Кировоградской области Украины.
До 2020 года входило в Александровский район
Население по переписи 2001 года составляло 922 человека. Почтовый индекс — 27311. Телефонный код — 5242. Код КОАТУУ — 3520587501.

## Известные уроженцы
- Евтушенко, Никифор Тимофеевич — Герой Советского Союза.